# 弗朗切斯科·博恰尔多
弗朗切斯科·博恰尔多（義大利語：Francesco Bocciardo，1994年3月18日—），意大利男子游泳运动员。他曾代表意大利参加2012年、2016年和2020年夏季残疾人奥林匹克运动会游泳比赛，获得三枚金牌和一枚银牌。